# トニー・ウィーラー
トニー・ウィーラー（Tony Wheeler、1946年12月20日 - ）は旅行ガイドブックのロンリープラネットの創業者で社長。

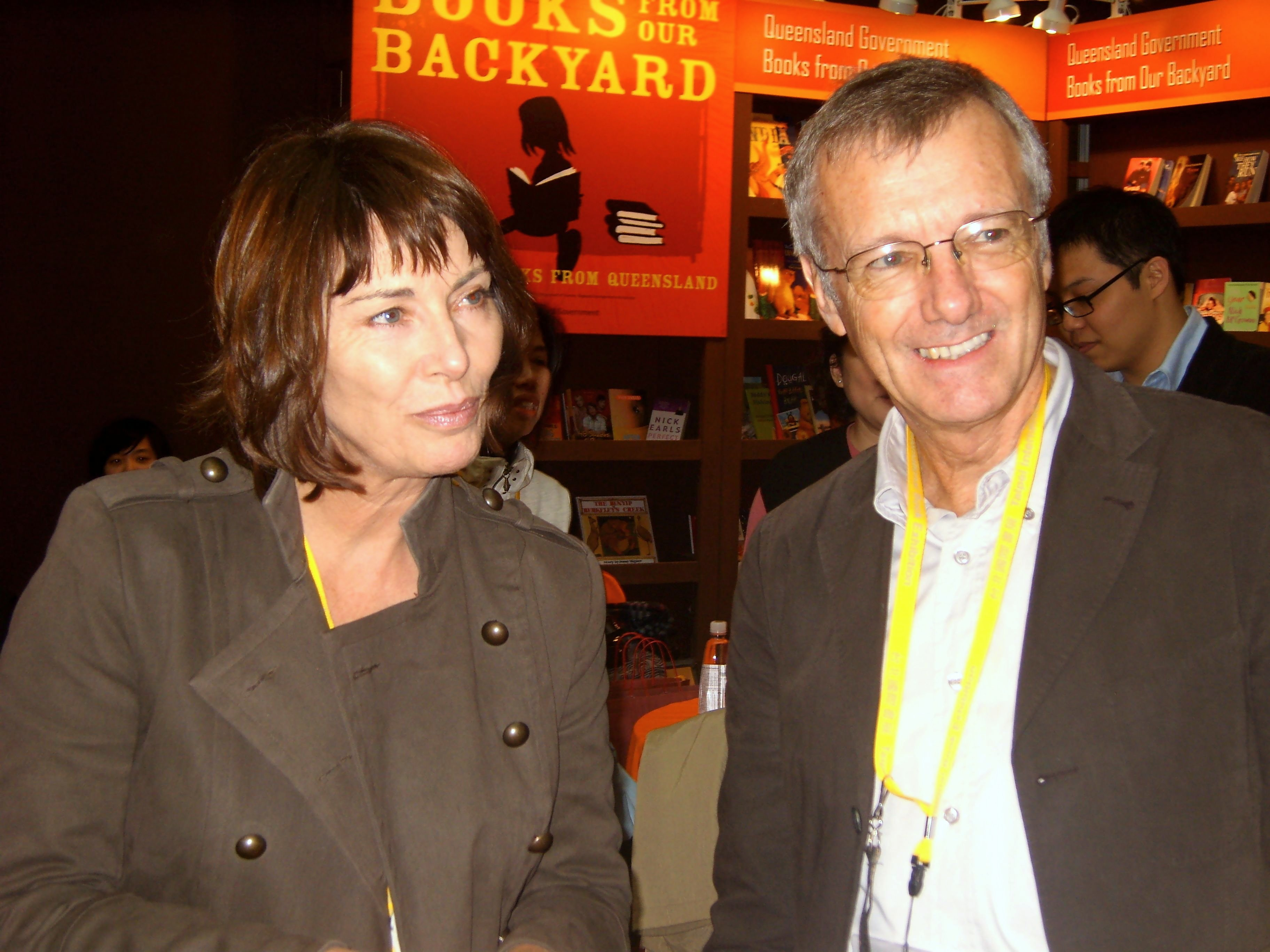
トニー・ウィーラー（右）
モーリーン・ウィーラー（左）

## 来歴
1946年生まれ。父親はイギリス海外航空協会（BOAC、現在の英国航空）に勤務していた。生まれてからの5年間はパキスタンで暮らし、その後、バハマ諸島、高校生時代はアメリカで過ごす。
その後イギリスのロンドンにもどり、ウォーリック大学へ進学。妻のモーリーン・ウィーラー（Maureen Wheeler）と1970年にロンドンの公園で偶然知り合う。2人は旅行を趣味としており、直ぐに意気投合する。翌年に2人は結婚し、さらにその翌年の1972年7月4日に新婚旅行に出かける。この新婚旅行は、ロンドンを出発後、ヨーロッパから中東、アジアを抜けてオーストラリアのシドニーへ行きしばらくは同地で仕事をして滞在し帰国費用を捻出した後、再び旅をしながらロンドンに戻るという計画であった。
2人は、ロンドンでミニバスを購入して、それで4ヶ月かけてアフガニスタンまで行き、そこで車を売却。その後、バスや鉄道を乗り継いでバリ島にたどり着いた。そこでヨットを所有していた人物と知り合い、オーストラリアまで同乗させてもらう。オーストラリア国内をヒッチハイクで旅をし、シドニーに着いたときの所有物は27セントの現金とカメラだけだった。
シドニーで、ウィーラー夫婦はヨーロッパからの旅についての質問攻めに会う。そこでシドニーでこの新婚旅行の間に書き留めていた日記をもとに、1973年に「across ASIA on the cheap」という最初の旅行ガイドブックを自費出版した。全部で94ページ、1500部をウィーラー夫婦等自身とその協力者で印刷して、単にホチキス留めしたものであった。このガイドブックは発売後1週間ですべて売り切れた。
その後ウィーラー夫婦は18ヶ月間、東南アジアを旅行し、1975年にロンリープラネットの第2弾となる「South-East Asia on a Shoestring」（Shoestringとは、貧乏旅行の意味）を出版し、これも人気を博した。
1976年には、「ネパールとヒマラヤトレッキング」、1977年に「オーストラリア」、「アフリカ」、「ヨーロッパ」、「ニュージーランド」を出版。順調に経営をこなす。
2002年、ニューヨーク・タイムズ紙より「旅行業界で最も影響力のある人物」に選出される。